# ビジュアルテクノロジー
ビジュアルテクノロジー株式会社は、東京都台東区柳橋に本社を置く、日本の科学技術計算用途向けコンピュータ関連企業。

## 沿革
1993年設立